# Уиглсуорт, Лайонел Уильям
Лайонел Уильям Уиглсуорт (1865—1901) — британский орнитолог, изучавший птиц Юго-Восточной Азии и Полинезии. Совместно с Адольфом Бернхардом Мейером в 1898 году опубликовал книгу The Birds of Celebes and the Neighboring Islands. Они описали несколько новых видов птиц, в том числе Myza celebensis и Ptilinopus subgularis.

## Биография
Интересовался птицами и их яйцами с детства. В 1889 году он отправился из Англии в Брауншвейг, где прошел двухгодичный курс орнитологии под руководством профессора Вильгельма Блазиуса. Желая отправиться в экспедицию на острова Тихого океана, чтобы обследовать их орнитофауну, Уиглсуорт некоторое время не мог её организовать. Находясь в экспедиции, скончался на Фиджи от второго приступа дизентерии в возрасте 36 лет.
В честь учёного названы подвиды Anthreptes malacensis wiglesworthi и Clytorhynchus vitiensis wiglesworthi.